# Edith Stuyvesant Dresser
Edith Stuyvesant Dresser (Newport, 17 gennaio 1873 – Providence, 21 dicembre 1958) è stata una filantropa e attivista statunitense.

## Biografia
Edith Stuyvesant proveniva da una famiglia importante. Suo padre era il maggiore George Warren Dresser, senatore degli Stati Uniti ed erede di una grande fortuna. La madre Susan Fish LeRoy era la figlia del ricco mercante Daniel LeRoy e di sua moglie Susan Elizabeth Fish, figlia del tenente colonnello Nicholas Fish, generale nella guerra d'indipendenza americana, e di sua moglie Elizabeth Stuyvesant, un pronipote di Peter Stuyvesant, il primo governatore e fondatore della città di New York.
I suoi genitori morirono il 27 maggio 1883 in un incidente al largo della costa del Rhode Island. Edith è cresciuto insieme alle sue sorelle dalla loro nonna materna, Susan Elizabeth LeRoy. La sua infanzia ruotava intorno a una vasta gamma di comportamenti e di rappresentanza sociale. Ha frequentato il collegio Les Ruches a Fontainebleau di mademoiselle Marie Souvestre.

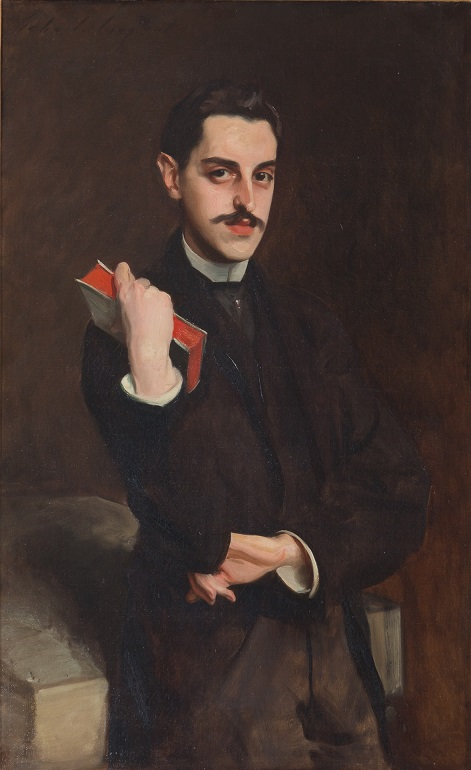
Ritratto di George Washington Vanderbilt II, di John Singer Sargent, olio su tela, 1890.

## Matrimoni

### Primo Matrimonio
Sposò, il 1 giugno 1898 a Parigi, George Washington Vanderbilt II (1862-1914), figlia di William Henry Vanderbilt e di Maria Louisa Kissam. George Warren Dresser e di Susan Fish LeRoy. Ebbero una figlia:
- Cornelia Stuyvesant Vanderbilt (1900–1976), sposò John Francis Amherst Cecil, ebbero due figli: George e William.

Insieme al marito, viaggiò ampiamente e si mise in contatto con l'alta società europea a Londra, Parigi, Venezia, Roma, Capri e Monaco di Baviera. Per sfuggire dal caos della vita quotidiana, la coppia si trasferiva a Biltmore Estate, costruita dall'architetto Richard Morris Hunt, ad Asheville.

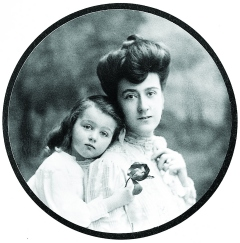
Edith Vanderbilt e la figlia Cornelia

Insieme ad Alva Belmont, la prima moglie del cognato William Kissam Vanderbilt, Edith si unì insieme a Anna Howard Shaw, Lucy Burns e Alice Paul, e una serie di altre donne nella lotta per il suffragio femminile negli Stati Uniti (1912-1920). Aveva un rapporto particolarmente amichevole con Consuelo Vanderbilt e Gertrude Vanderbilt Whitney. Era un'amica personale con molti artisti, tra cui James McNeill Whistler, Giovanni Boldini, John Singer Sargent, Cecil Beaton, Pierre-Auguste Renoir e Adolph de Meyer.
Nel 1914 suo marito è morto a causa di un errore di anestesia durante un'operazione.

### Secondo Matrimonio
Sposò, il 22 ottobre 1925 a Londra, Peter Goelet Gerry (1879-1957), senatore del Rhode Island. Il matrimonio, che a detta di tutti era felice, rimase senza figli.

## Filantropia
Edith era una persona compassionevole. Era molto coinvolta con le famiglie che hanno lavorato a Biltmore Estate così come la comunità circostante. Edith e il marito, erano socialmente pensatori progressisti che hanno giocato un ruolo fondamentale nel miglioramento della vita di molte persone nel Western North Carolina.
Alcune delle sue iniziative sponsorizzarono programmi di alfabetizzazione, iniziative educative, e promosse l'apprendimento di mestieri per le donne. Edith donava vecchi vestiti della figlia Cornelia alle famiglie con bambine che avevano circa la stessa età.
Dopo la morte del marito, ha continuato il suo lavoro per la comunità. È diventata la prima presidentessa dello State Agricultural Society e con questo titolo Edith ha contribuito a costruire un nuovo ospedale tra i numerosi altri atti. In seguito, decise di onorare suo marito, vendette 87.000 acri per creare il Pisgah National Forest.

## Morte
Morì il 21 dicembre 1958 a Providence.